# Bohuslav Blažej
Bohuslav Blažej (31. března 1932 Havlíčkův Brod – 14. ledna 1989 Praha) byl český knižní grafik a typograf.

## Život
V roce 1957 vystudoval Střední průmyslovou školu grafickou v Praze.

## Dílo
Věnoval se zejména užité grafice, je autorem mnoha obálek knih, přebalů gramofonových desek. Tvořil grafickou úpravu časopisů.
- Grafická úprava tiskovin, Praha: SPN, 1990, ISBN 80-04-23201-9 – středoškolská učebnice
- Ruční sazba 1, Praha: SNTL, 1971 – středoškolská učebnice (2. díl nikdy nevyšel)